# Monticello (Florida)
Monticello er en amerikansk by og administrativt centrum for det amerikanske county Jefferson County i staten Florida. Byen har et indbyggertal på 2.589 (2020) indbyggere.